# Bathory
Bathory war eine schwedische Metal-Band, die als Wegbereiter der Subgenres Black-, Viking- und Pagan Metal gilt. Treibende Kraft und einzig beständiges Mitglied der Band war Thomas „Quorthon“ Forsberg (1966–2004), der die meisten Lieder selbst schrieb und einspielte.

## Geschichte
Die Band, deren Name auf die ungarische Legende der „Blutgräfin“ (der das Lied Woman of Dark Desires gewidmet ist) zurückgeht, wurde im Mai 1983 von dem damals 17-jährigen Thomas „Quorthon“ Forsberg gegründet. Nach mehreren Besetzungswechseln konnte die Band zwei Stücke für die Compilation Scandinavian Metal Attack des Plattenlabels Tyfon Grammafon beisteuern. Aufgrund der positiven Resonanz wurde schließlich ein komplettes Album aufgenommen.
Ihre folgenden Veröffentlichungen – das selbstbetitelte Debütalbum, das Quorthon zusammen mit ein paar Freunden aus der Oi!-/Punk-Szene (welcher er selbst in seiner Jugend angehört hatte) innerhalb von nur 56 Stunden eingespielt hatte, sowie The Return...... und Under the Sign of the Black Mark, die sowohl von Quorthon selbst als auch von der Presse als Death Metal bezeichnet wurden – werden heutzutage als die Haupteinflüsse der ersten norwegischen Black-Metal-Bands angesehen. Zwar wurde der Musikstil nach dem zweiten Album der britischen Band Venom benannt, aber die musikalischen Ideale der Szene wurden eindeutig von Bathory gesetzt: Auf den ersten Blick ist es simple, laute Musik mit einem rauen ein rauer Klang durch technisch simple Produktion, satanistischen, antichristlichen Liedtexten und ein gekrächzten bis grunzenden Gesang.
Bathory wurde von der Presse oftmals als „Venom-Klon“ bezeichnet. Der Liedtitel Countess Bathory sowie die Tatsache, dass sowohl auf dem Venom-Album Black Metal als auch auf dem ersten Bathory-Album zwei Stücke namens Raise the Dead und Sacrifice zu finden sind, werden ebenso wie das Artwork beider Alben von den Befürwortern zur Untermauerung dieser These herangezogen. Quorthon jedoch äußerte, kein Venom-Album zu besitzen und die Band vor 1984 oder 1985 nicht gekannt zu haben. Die Band sei ursprünglich von den Frühwerken der Bands Black Sabbath, Motörhead und GBH beeinflusst gewesen.
Das Album Blood Fire Death enthielt einige etwas langsamere Stücke und führte den textlichen Bezug auf die Nordmänner als musikalisches Motiv ein. Hier wirkte das Leben der Wikinger als textlicher Angelpunkt. Während auf dieser Veröffentlichung noch die Black-Metal-Elemente erkennbar waren, so änderte sich dies mit dem Album Hammerheart, auf welchem sich der Stil drastisch zu einer weniger aggressiven, dafür aber epischeren und atmosphärischeren Art von Musik änderte. Textlich drehte sich alles um die Kultur der Wikinger und vor allem um die vorchristliche nordische Mythologie. Auf diese Weise wurden Bathory zu Wegbereitern des neu entstandenen Viking Metal und perfektionierten ihre Spielweise auf den Alben Twilight of the Gods und Jahre später Blood on Ice.
Nordische Themen hatten bereits auf dem Manowar-Album Sign of the Hammer Verwendung gefunden, dieses hatte Bathory Quorthon zufolge jedoch nicht beeinflusst, da er Manowar nicht gehört habe und der Meinung sei, er könne eine Band, die Unterwäsche aus Fell trägt, nicht für voll nehmen. Er hätte diese Themen nicht aufgegriffen, hätte er geglaubt, deshalb als „Manowar-Klon“ bezeichnet zu werden. Den Entschluss, andere Themen aufzugreifen, hatte er um 1986 gefällt, nachdem er zur Ansicht gelangt war, satanische Themen aufzugreifen sei reine Zeitverschwendung; er und seine Mitmusiker seien keine Satanisten gewesen, Satanismus sei ein Produkt des Christentums. Antichristlich eingestellt sei die Band jedoch schon immer gewesen. Diesen Wandel nahmen ihm zahlreiche Fans der ersten Alben übel; so warf ihm der Black-Metal-Sänger Per Yngve „Dead“ Ohlin (Ex-Morbid, Ex-Mayhem) vor, ein Weichei zu sein, das mit Sicherheit weder den Okkultismus noch den Kehlgesang erfunden habe, in Interviews ständig wechselnde Ansichten äußere, auf dem Label seines Vaters veröffentliche und einen Glam Rocker als Schlagzeuger habe.
1994 schwenkte Bathory erneut stilistisch um: Requiem zeigte vermehrt Einflüsse der Bay-Area-Thrash-Metal-Bands der 1980er Jahre. Bathory galt in der Szene als unberechenbar und griff die Wikinger-Thematik mit den beiden Nordland-Alben von 2002 und 2003 wieder auf.
Mit den Stücken Under the Runes und Distinguish to Kill kamen Vorwürfe auf, Bathory transportiere rechtsextreme Inhalte. Quorthon nahm Stellung, insbesondere der deutschen Fans wegen, die nicht glauben sollten, was die Presse über Bathory schrieb, und räumte ein, diese Texte bewusst zur Provokation gewisser Journalisten, die Bathory in ein negatives Licht rücken wollten, geschrieben zu haben, und auf jedem Album zu versuchen, speziell die deutsche Sensibilität bezüglich des Zweiten Weltkrieges zu reizen.
2001 veröffentlichte Bathory das Album Destroyer of Worlds, mit dem Quorthon die Fans sowohl der Thrash- als auch der Viking-Metal-Ära zufriedenzustellen versuchte. Er äußerte, er schreibe die Bathory-Alben weniger für sich selbst als für seine Fans, denen er zu verdanken habe, von der Musik leben zu können. Laut Quorthon hat Bathory bis 2002 1,3 Millionen Alben verkauft.
Oftmals wurde Bathory als Ein-Mann-Band angesehen; Quorthon jedoch äußerte, er habe nur die Mitglieder so gut wie nie aufgeführt, da die Besetzung ständig wechselte. Die Ansicht, Bathory sei eine Ein-Mann-Band, ging sogar so weit, dass einige Fans die auf dem Album Blood Fire Death aufgeführte Besetzung, die sechs Monate gehalten hatte und somit als stabil angesehen werden konnte, für eine Fälschung hielten. Von 1983 bis 1984 war der Regisseur Jonas Åkerlund Schlagzeuger der Band.
Am 3. Juni 2004 verstarb Quorthon im Alter von 38 Jahren an Herzversagen, was zugleich das Ende der Band Bathory bedeutete. Am 28. August 2004 fand auf dem Hole in the Sky ein Quorthon-Tribut-Auftritt statt, wobei die Besetzung aus Mitgliedern bekannter norwegischer Bands bestand. Ivar Bjørnson (Enslaved) und Tomas Thormodsæter „Samoth“ Haugen (Emperor) spielten Gitarre, Bård G. „Faust“ Eithun (Aborym) Schlagzeug und Ole Jørgen „Apollyon“ Moe (Aura Noir) Bass. Die Position des Sängers wechselte je nach Lied: Apollyon bei Equimanthorn, Grutle Kjellson (Enslaved) bei Call from the Grave, Sigurd „Satyr“ Wongraven (Satyricon) bei Raise the Dead, Nocturno Culto (Darkthrone) bei Total Destruction, Olve „Abbath Doom Occulta“ Eikemo (Immortal) bei Enter the Eternal Fire und Kristian Eivind „Gaahl“ Espedal (Trelldom) zuletzt bei A Fine Day to Die.
Seit 2010 tritt eine von Alan „Naihmass Nemtheanga“ Averill (Primordial) gegründete Bathory-Tribute-Band namens Twilight of the Gods auf, zu der auch Iscariah (Immortal), Nick Barker (Testament, Benediction), Rune „Blasphemer“ Eriksen (Mayhem, Ava Inferi) und Patrik Lindgren (Thyrfing) gehören.

## Diskografie

### Alben
- 1984: Bathory
- 1985: The Return......
- 1987: Under the Sign of the Black Mark
- 1988: Blood Fire Death
- 1990: Hammerheart
- 1991: Twilight of the Gods
- 1994: Requiem
- 1995: Octagon
- 1996: Blood on Ice
- 2001: Destroyer of Worlds
- 2002: Nordland Part I
- 2003: Nordland Part II

### Kompilationen
- 1992: Jubileum, Volume I
- 1993: Jubileum, Volume II
- 1998: Jubileum, Volume III
- 2001: Katalog
- 2006: In Memory of Quorthon, Volume I
- 2006: In Memory of Quorthon, Volume II
- 2006: In Memory of Quorthon, Volume III

### Samplerbeiträge
- 1984: Sacrifice und The Return of the Darkness and Evil auf Scandinavian Metal Attack
- 1997: Ace of Spades auf A Black Mark Tribute
- 1998: War Pigs auf A Black Mark Tribute Vol. II
- 2003: Black Diamond auf A Tribute to the Creatures of the Night